# 아르치어
아르치어(Archi)는 러시아 다게스탄 남부의 아르치브(Арчиб) 마을과 주변의 6개 마을에 사는 아르치족이 사용하는 북동캅카스어족의 언어이다.

## 분류
명확한 분류에는 합의가 없다. 과거에는 인접한 아바르어나 라크어의 변종으로 여겨지기도 했으나 최근에는 레즈기어파의 독자적인 분파를 이룬다고 생각된다.

## 음운
음운 체계가 복잡한 북동캅카스어족 언어들 중에서 가장 극단적인 사례로, 모음 음소는 26개, 자음 음소는 분석에 따라 74~82개이다.

### 모음
모음의 경우, 대칭적인 6모음 체계(/i e ə a o u/)에 더하여 /ə/를 제외한 모든 모음이 단모음, 인두음화 모음, 고조 모음, 고조 장모음, 고조 인두음화 모음(예: /a/, /aˤ/, /á/, /áː/, /áˤ/)의 5가지 형태로 나타날 수 있다. 이 중 /ə/와 /íˤ/만이 어두에 나타날 수 없다.

### 자음
자음 음소는 분석에 따라 74~82개로 여겨지며 현존하는 언어 중 흡착음을 제외한 가장 많은 자음을 가지고 있는 것으로 보인다. (사어 중에는 북서캅카스어족의 우비흐어의 사례가 있다.) 이러한 음소 중 일부는 매우 드물게 나타나는데, 예를 들어 /ʁˤʷ/의 경우 사전에 등장하는 항목이 /íʁˤʷdut/ '무겁다' 하나뿐이고 /ʟ̝/의 경우 /náʟ̝dut/ '푸르다, 설익다', /k͡𝼄ʼéʟ̝dut/ '비뚤다, 구불어지다' 둘 뿐이다.

## 문법
능격-절대격 언어이다. 동사 일치에서만 드러나는 4가지 명사 분류가 있는데 I형은 남성 인간, II형은 여성 인간, III형은 모든 곤충과 일부 생물과 일부 무생물, IV형은 추상적 대상, 일부 생물, 일부 무생물을 포함한다. 모든 수준에서 불규칙성이 보이는 매우 복잡한 형태론 체계를 가지고 있는데, 산술적으로 단일 동사 어근에서 파생될 수 있는 가능한 형태가 1,502,839개에 달할 정도이다.